# جمال گرهی

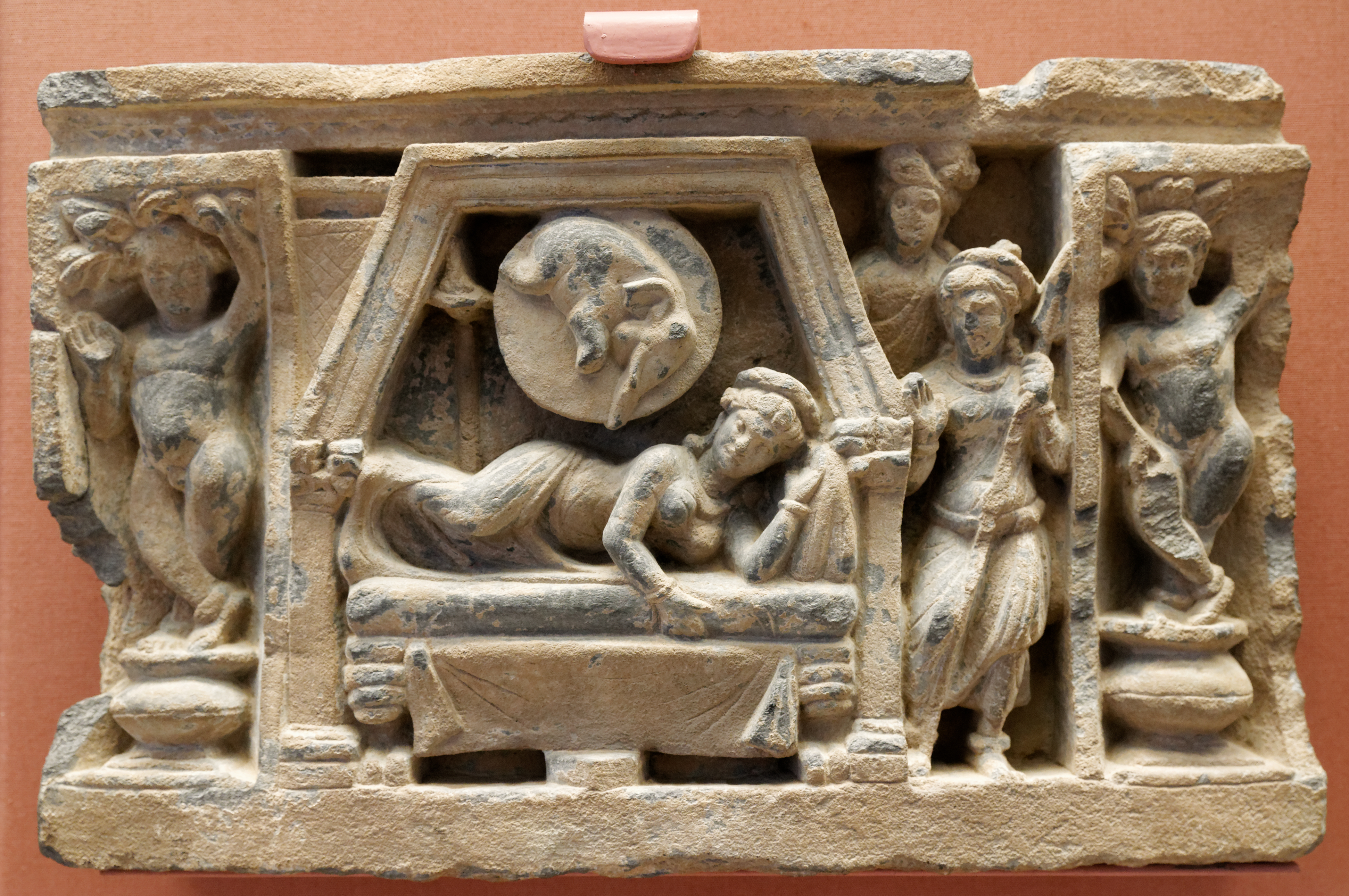
نقش برجسته درام استوپا که بودا را تصویر می‌کند: ملکه مایا رؤیای فیل سفیدی را می‌بیند که وارد سمت راست او می‌شود - بین ۱۰۰ تا ۳۰۰ سال پس از میلاد، شیست حکاکی شده، جمال گرهی، موزه بریتانیا.

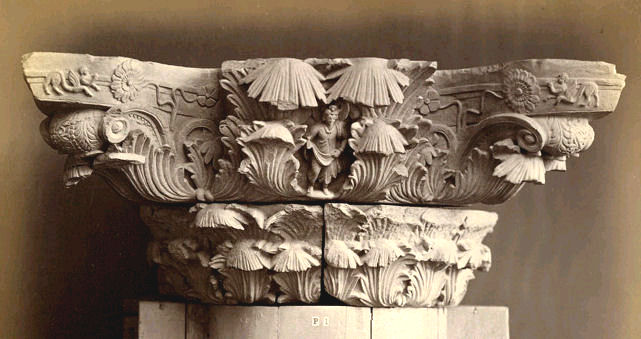
سرستون جمال گرهی

جمال گرهی شهر کوچکی است که در ۱۳ کیلومتری مردان در جاده کاتلنگ-مردان در استان خیبر پختونخوا در شمال پاکستان واقع شده‌است.
جمال گرهی از قرن اول تا پنجم بعد از میلاد، در زمانی که بودیسم در این بخش از شبه قاره هند شکوفا شد، یک صومعه بودایی بود. صومعه و استوپای اصلی توسط کلیساهایی احاطه شده‌اند که نزدیک به هم ساخته شده‌اند.
این مکان توسط مردم محلی «جمال گرهی کندرات یا کافرو کوته» نامیده می‌شود.

## کشف
ویرانه‌های جمال گرهی برای اولین بار توسط کاشف و باستان‌شناس بریتانیایی، سر الکساندر کانینگهام در سال ۱۸۴۸ کشف شد. استوپا در این سایت توسط سرهنگ لومسدن در سال ۱۸۵۲ افتتاح شد، اما در آن زمان ارزش آن کم ارزیابی شد.
در سال ۱۸۷۱، این مکان توسط ستوان کرومتن حفاری شد که تعداد زیادی مجسمه بودایی را کشف کرد که اکنون بخشی از مجموعه‌های موزه بریتانیا و موزه هند در کلکته است.
در این صومعه یک کتیبه خروشتی نیز کشف شد که اکنون در موزه پیشاور نگهداری می‌شود.

## ویرانه‌ها

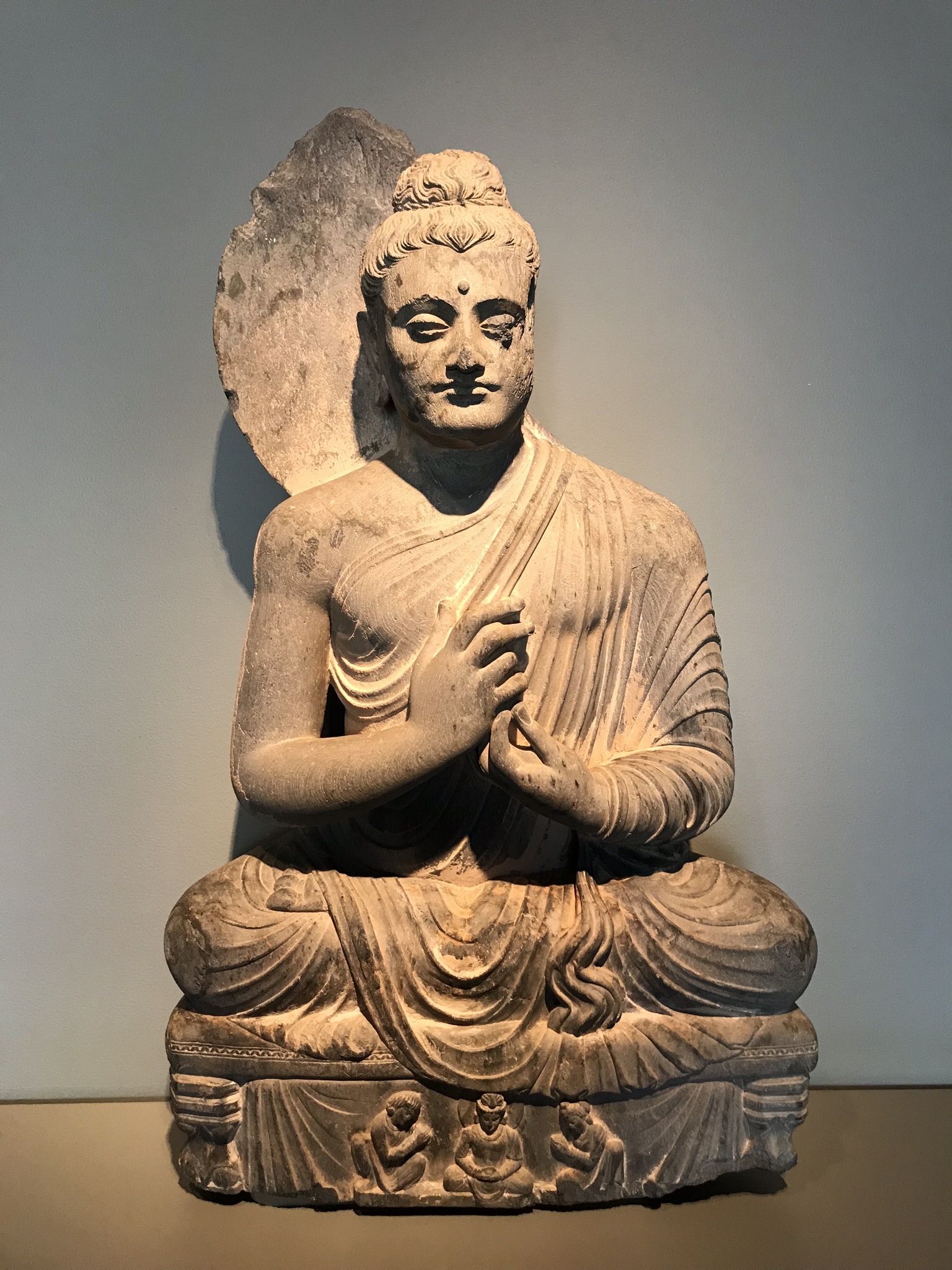
بودای نشسته مربوط به ۳۰۰ تا ۵۰۰ میلادی در نزدیکی جمال گرهی پیدا شد و اکنون درموزه هنر آسیاییدرسانفرانسیسکوبه نمایش گذاشته شده‌است.
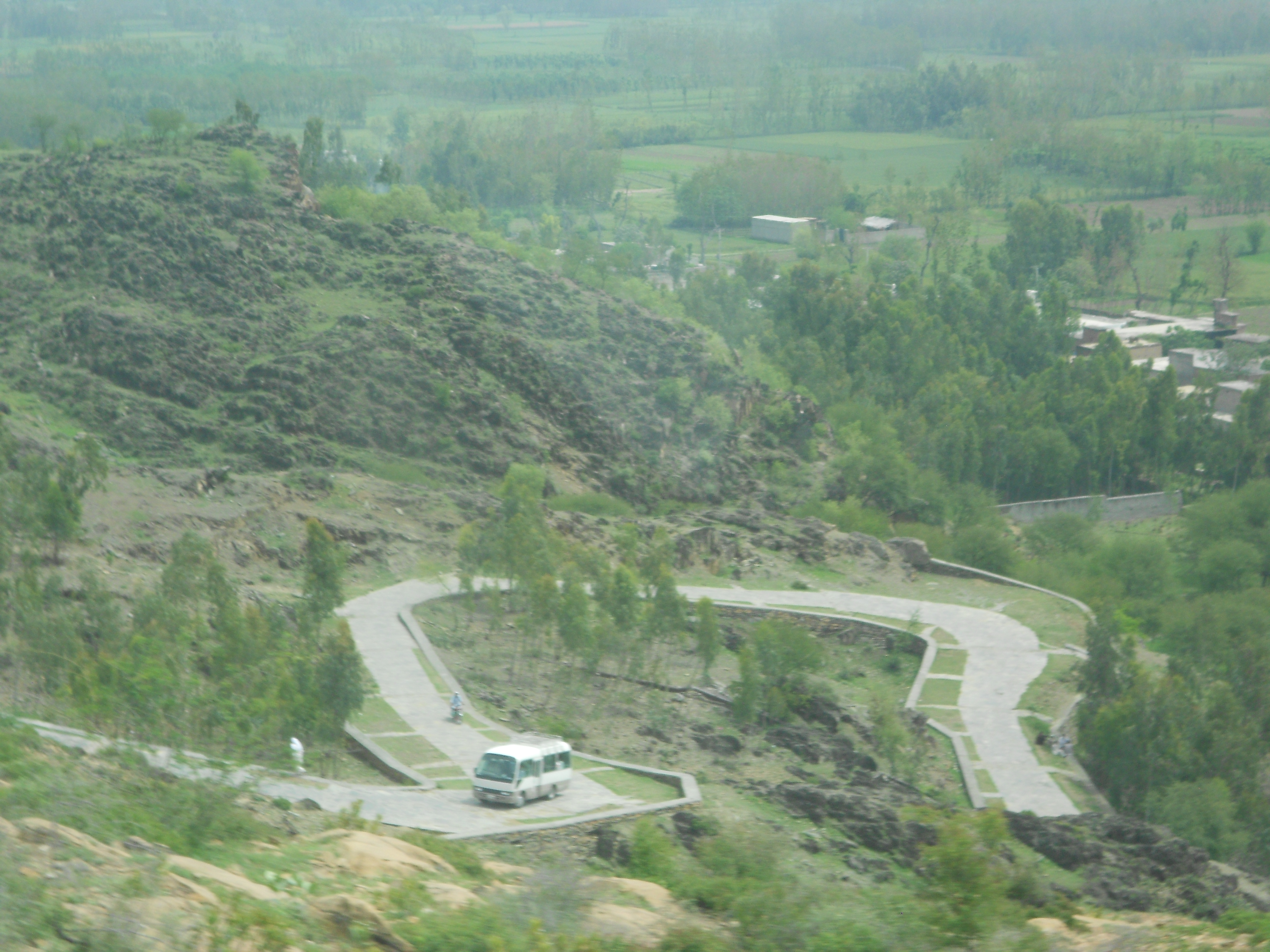
جاده به سمت جمال گرهی
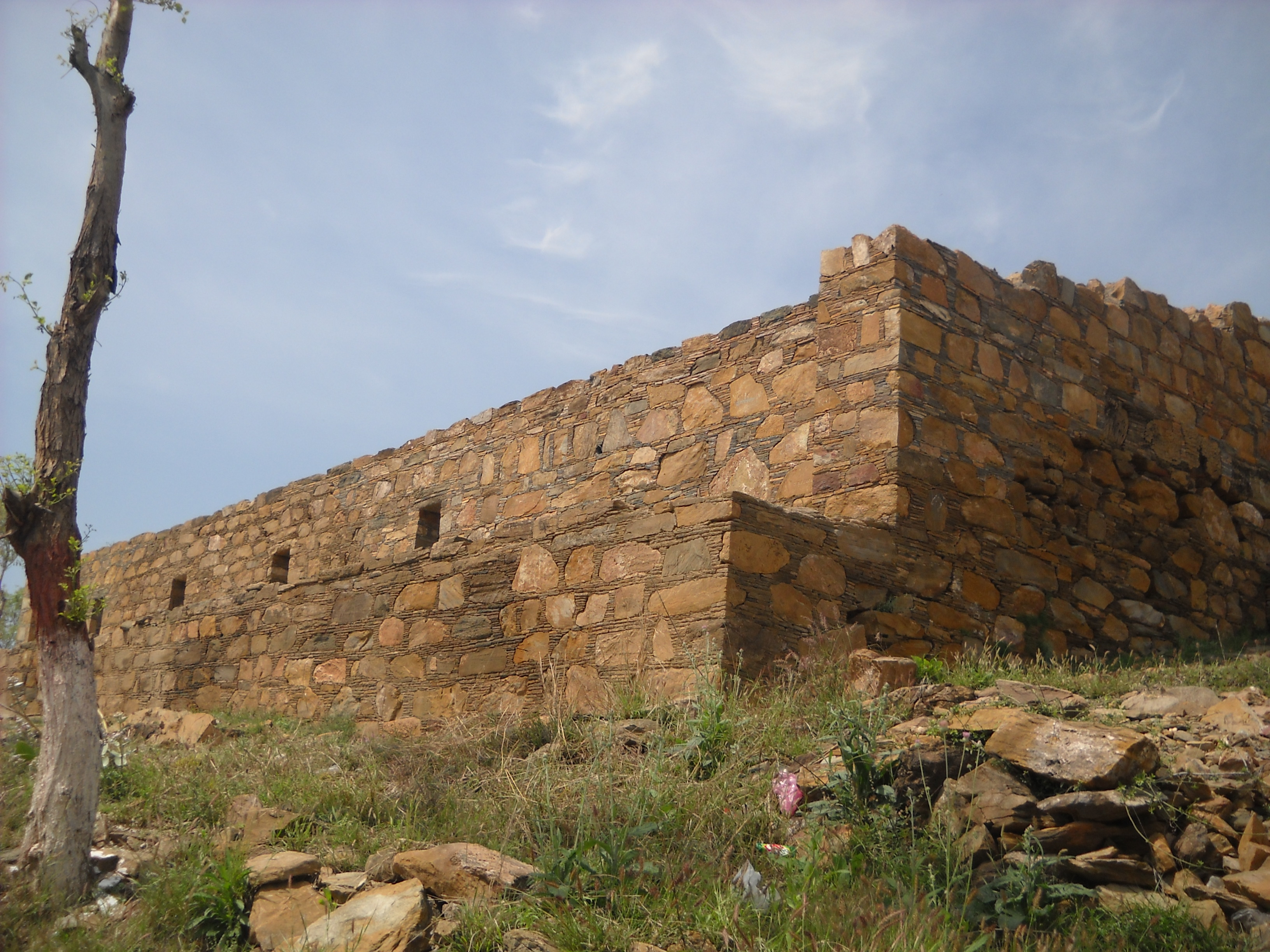
نمای جانبی از صومعه بودایی
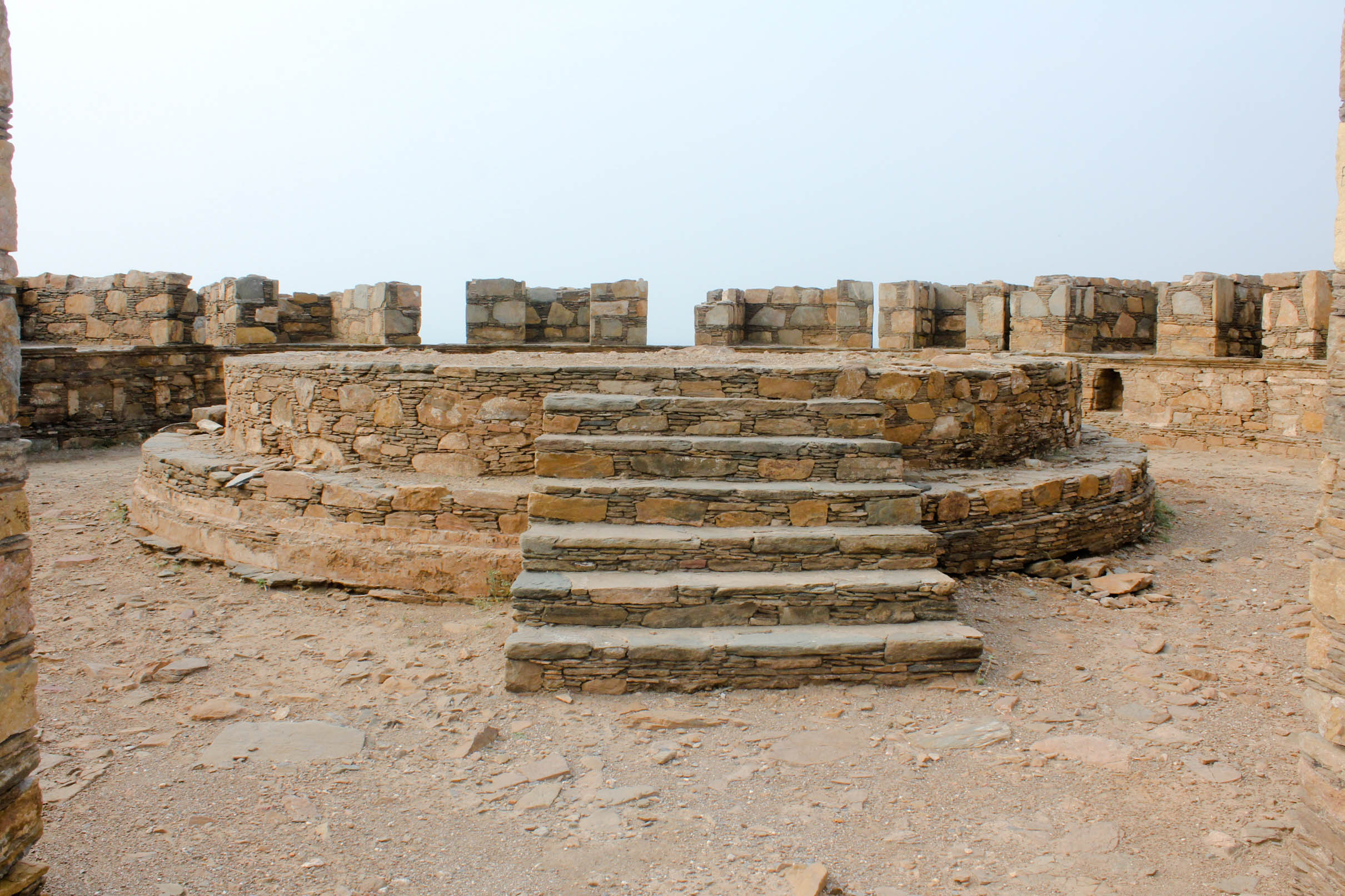
استوپای اصل
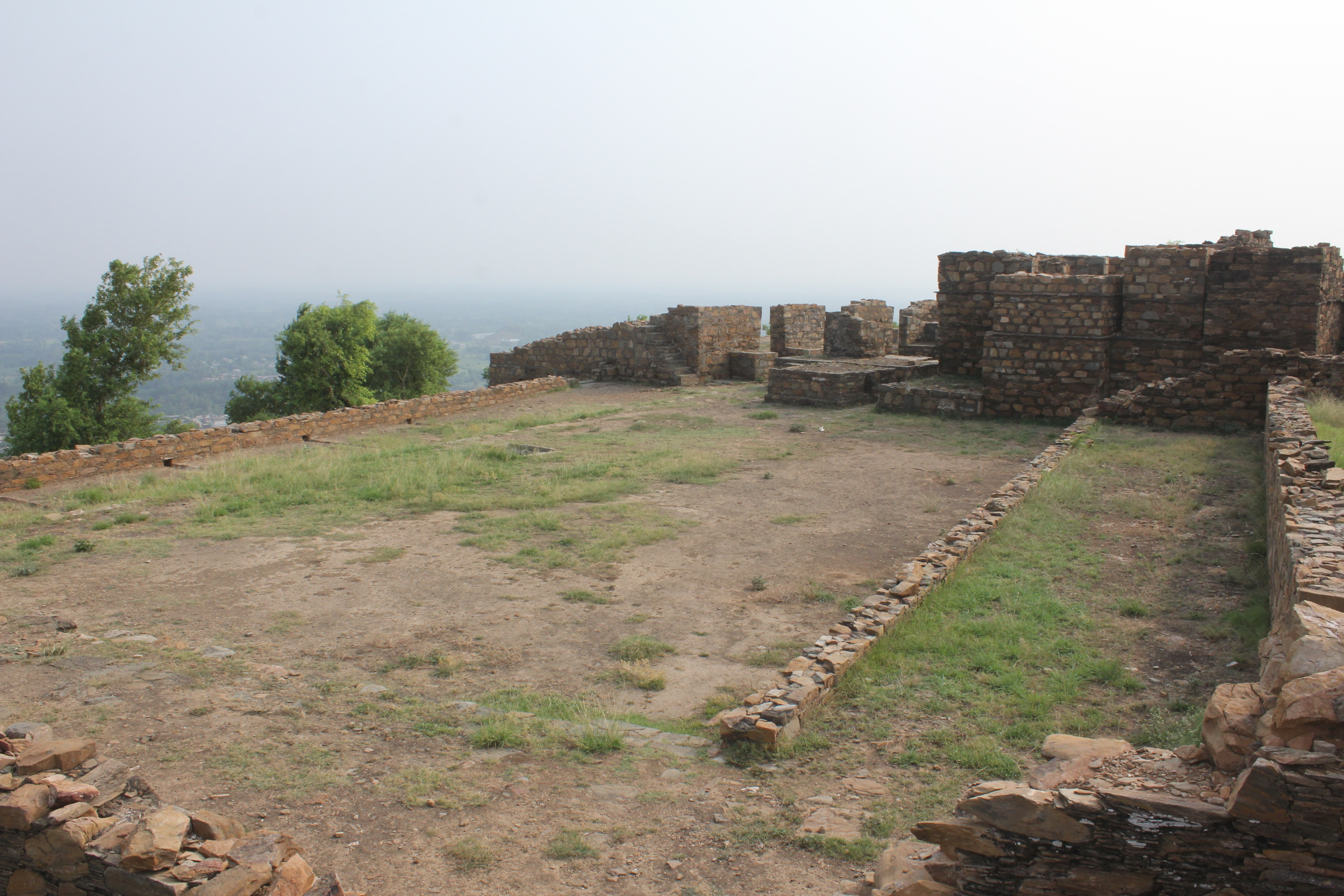
صومعه و مخزن آب
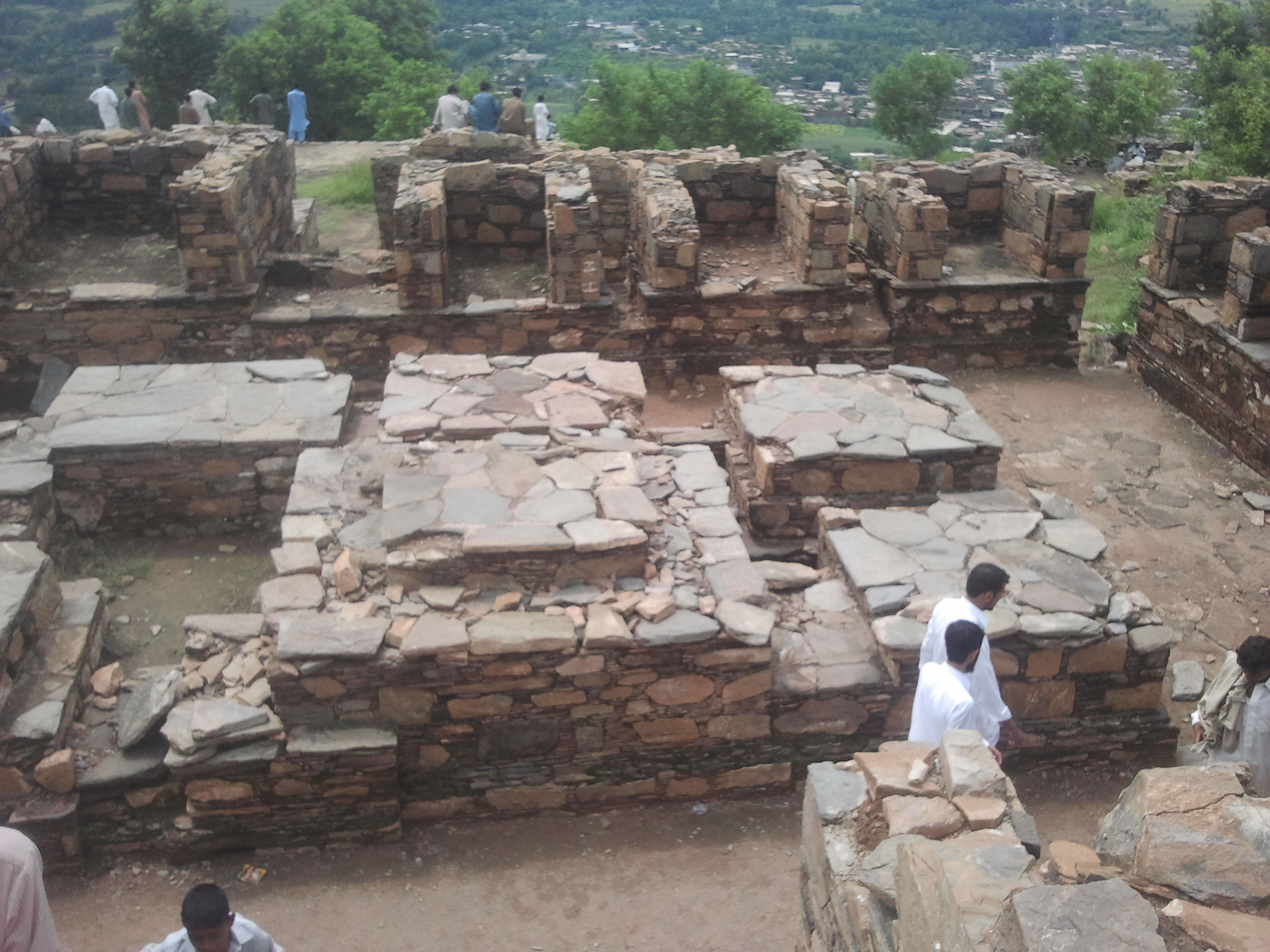
ویرانه‌های بودایی جمال گرهی
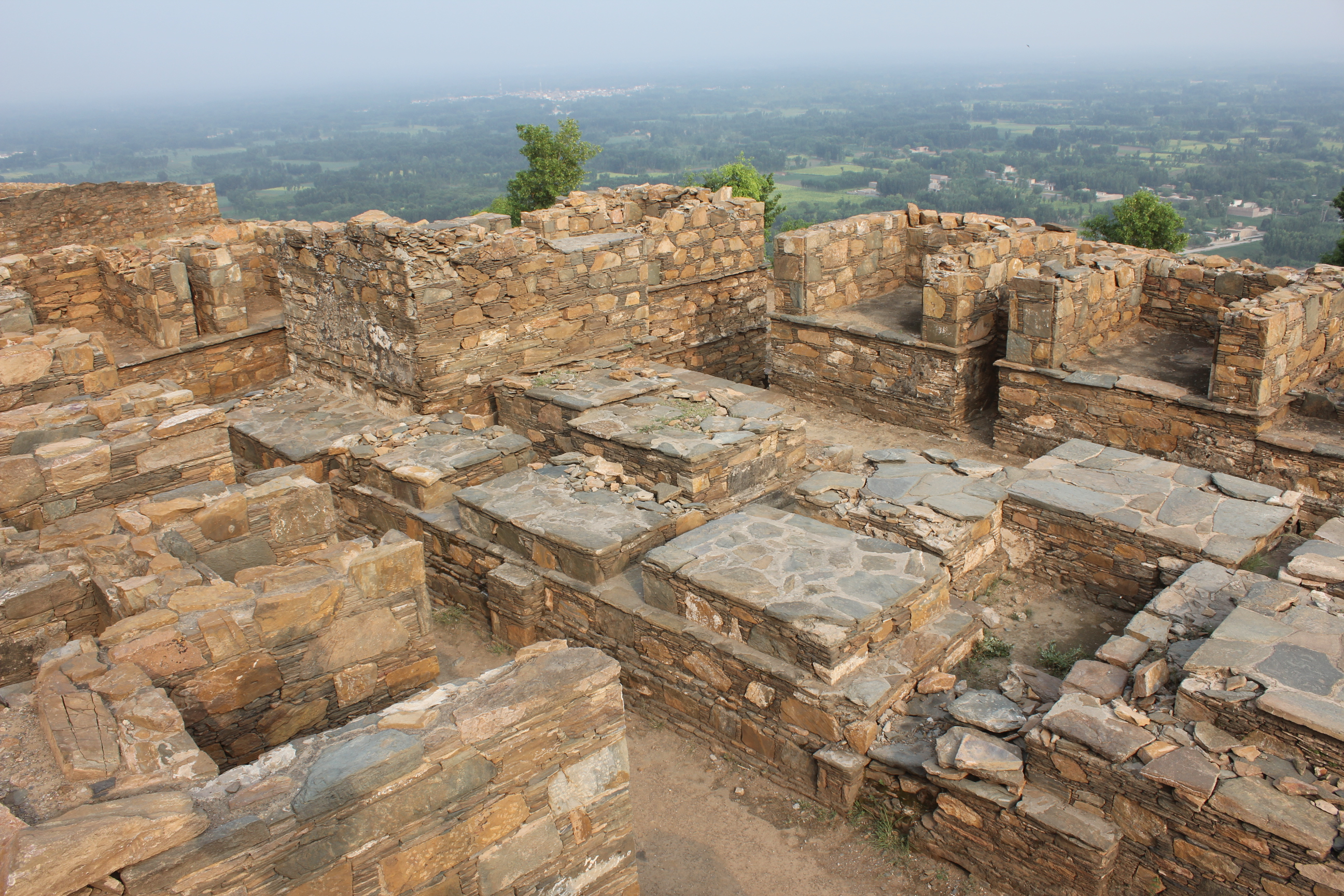
صحن استوپا نذر شده
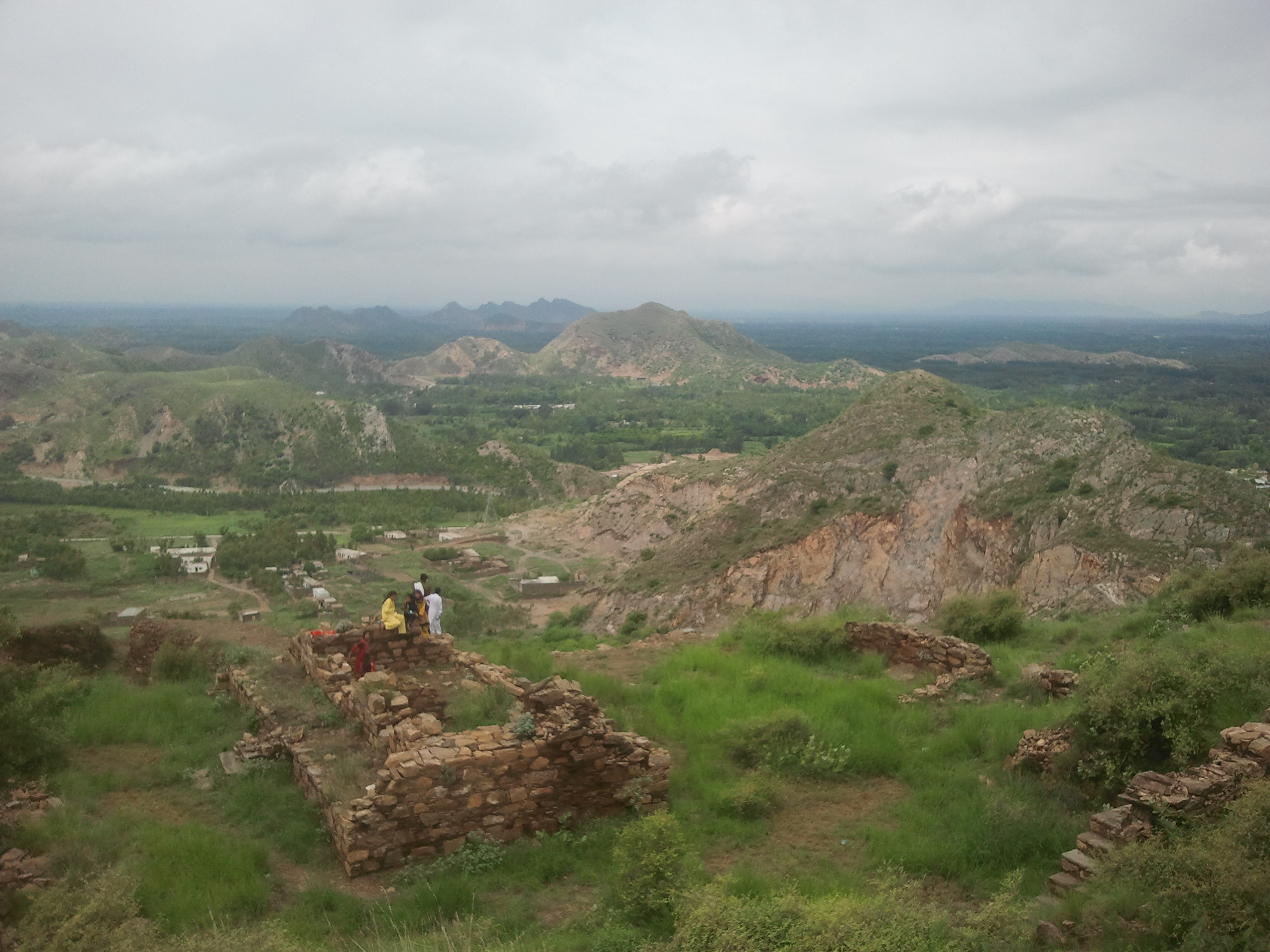
ویرانه‌های بودایی جمال گرهی
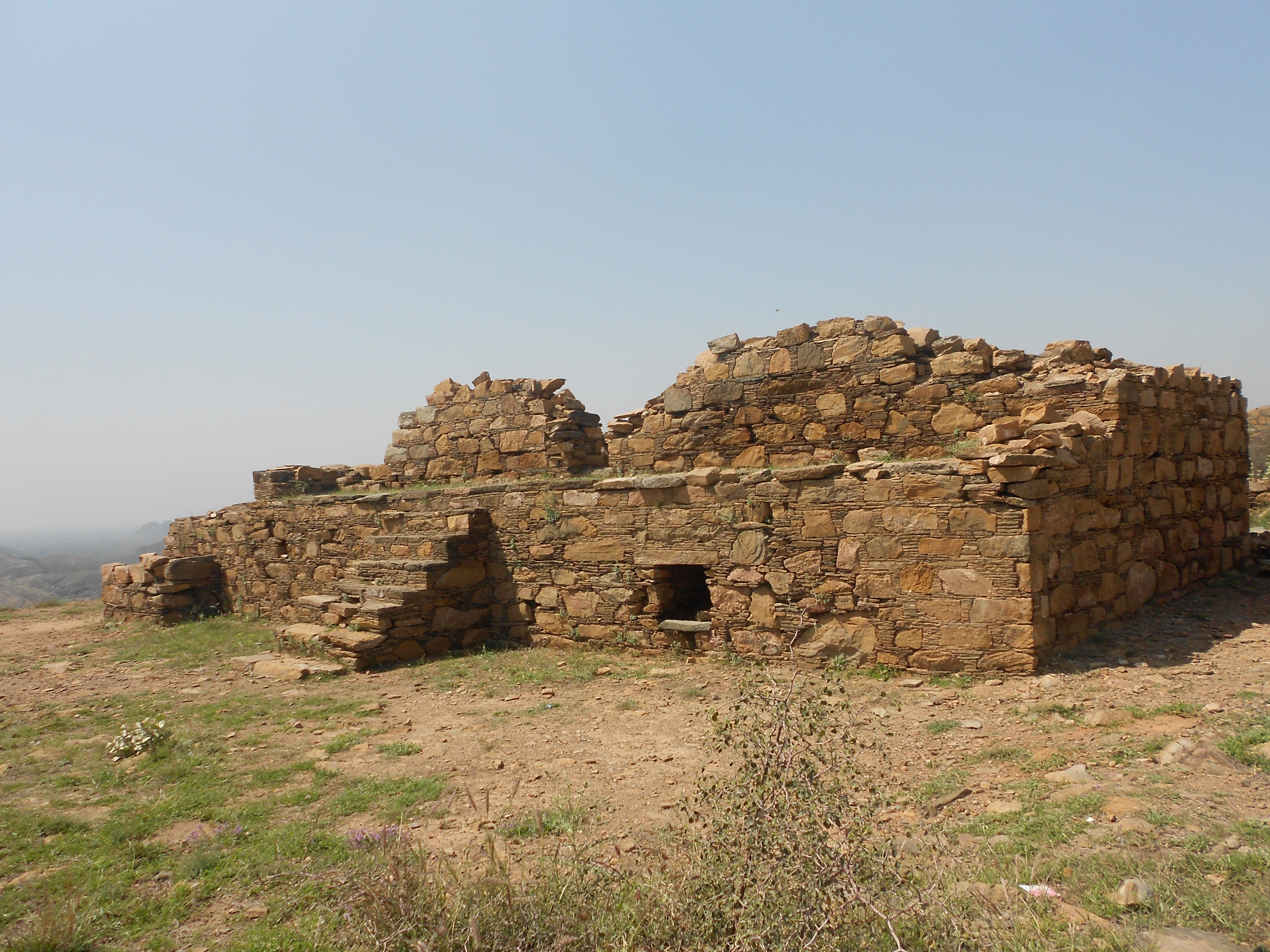
برخی از ویرانه‌های بودایی

## مجسمه باقی مانده

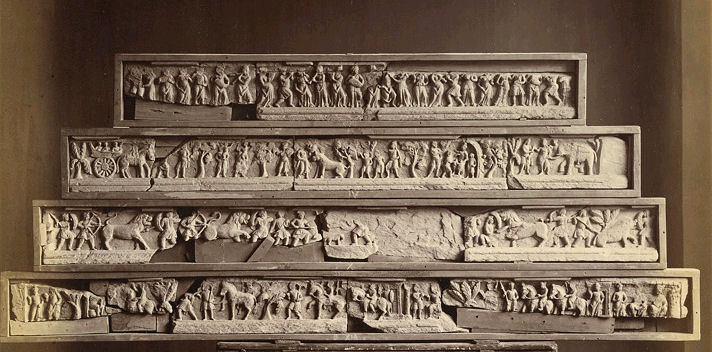
فریزهای پلکانی جمال گرهی
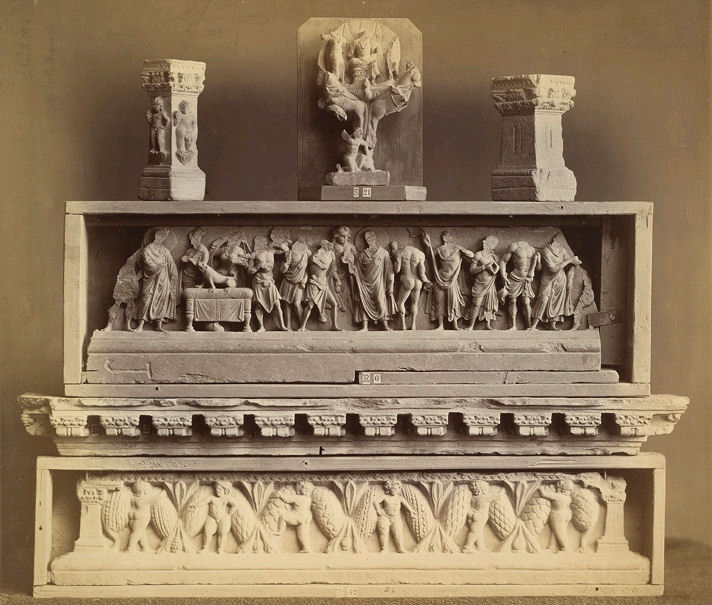
مجسمه‌های جمال گرهی
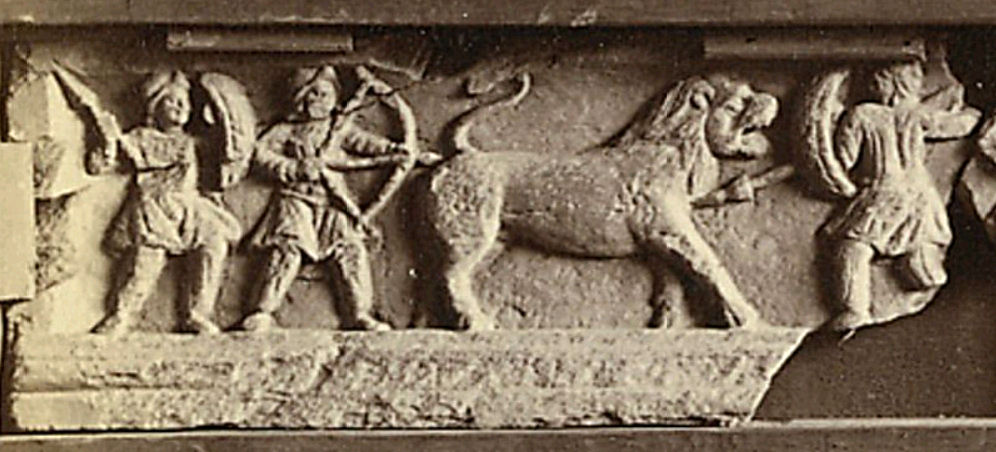
صحنه شکار
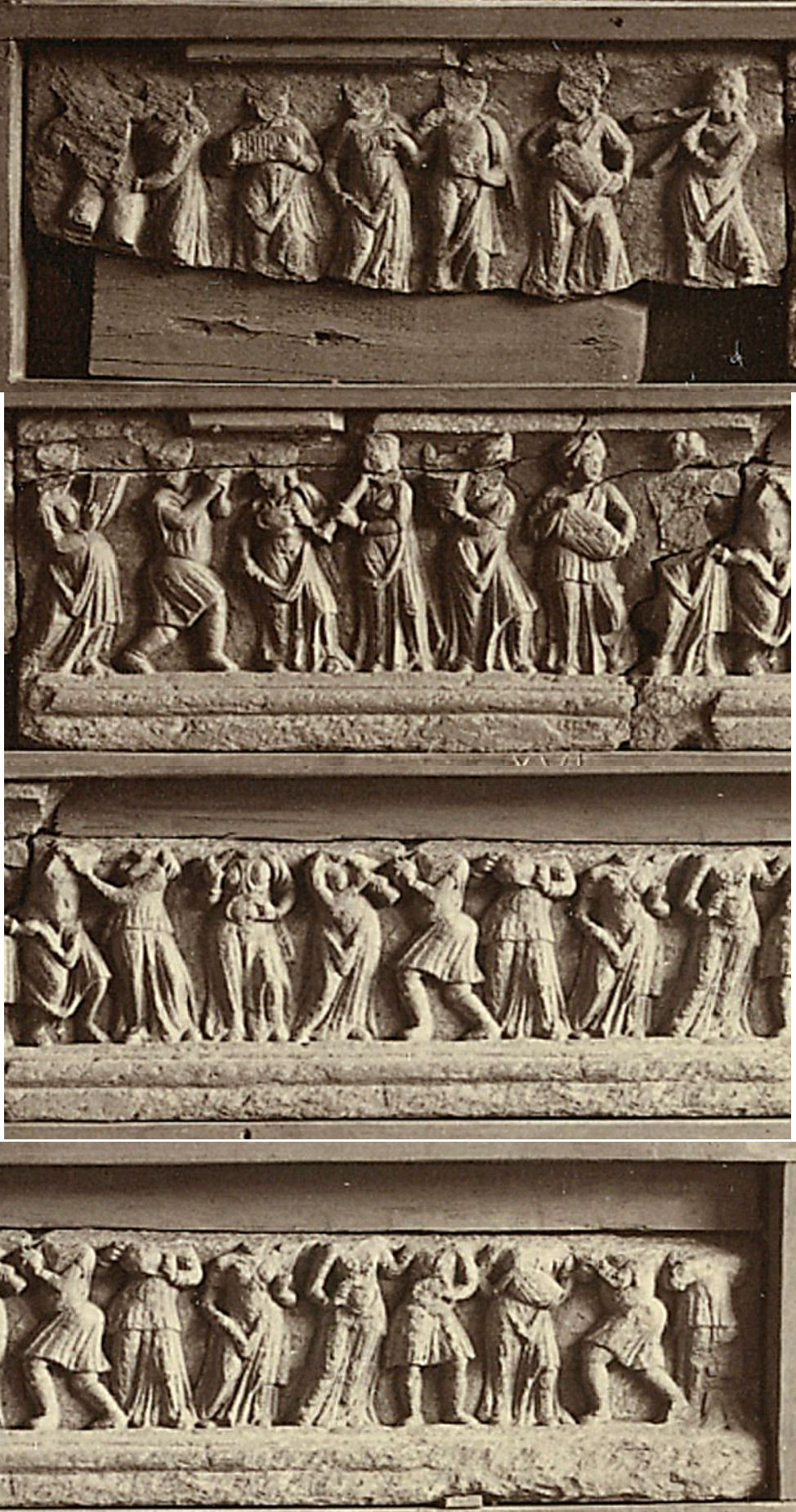
خوشگذرانی
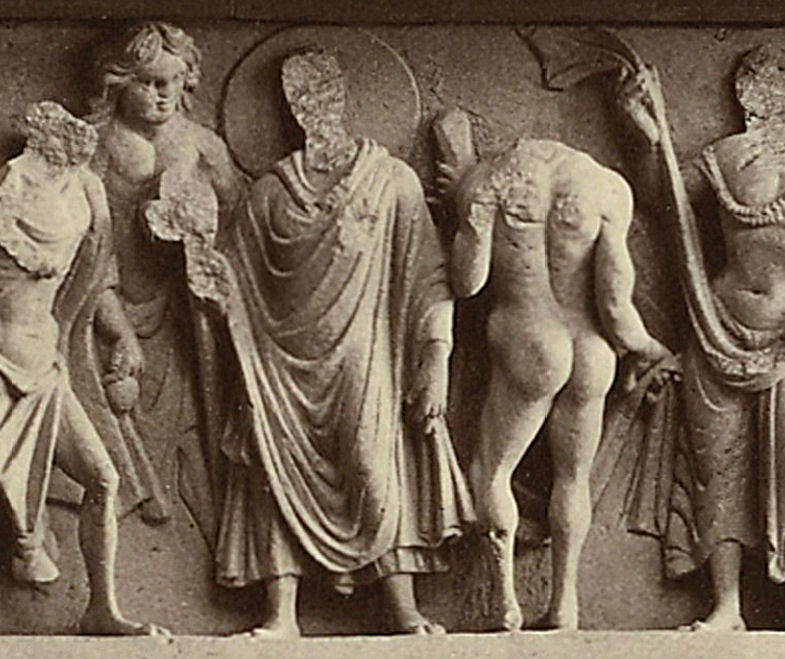
بودا و وجراپانی برهنه
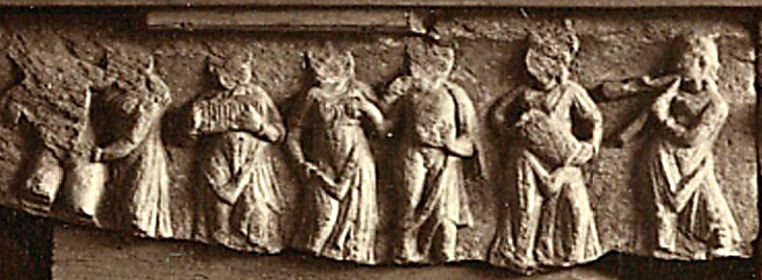
صحنه عروسی
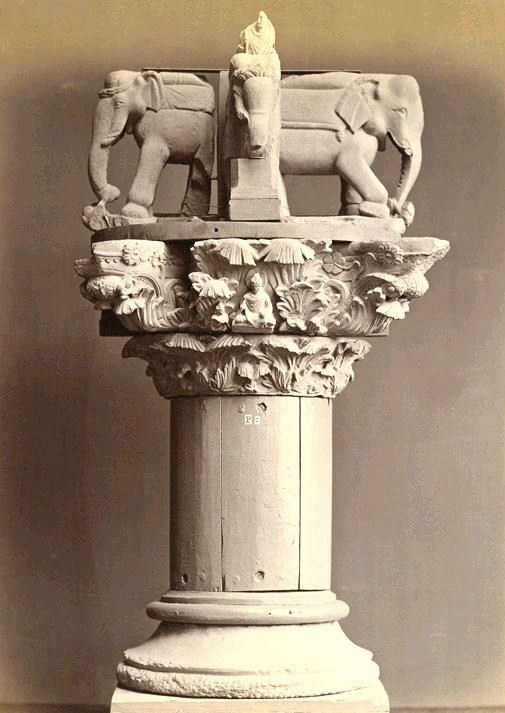
پایه ستون، سرستون‌های هندو-قرنتی و فیل‌ها روی پایه استوپا
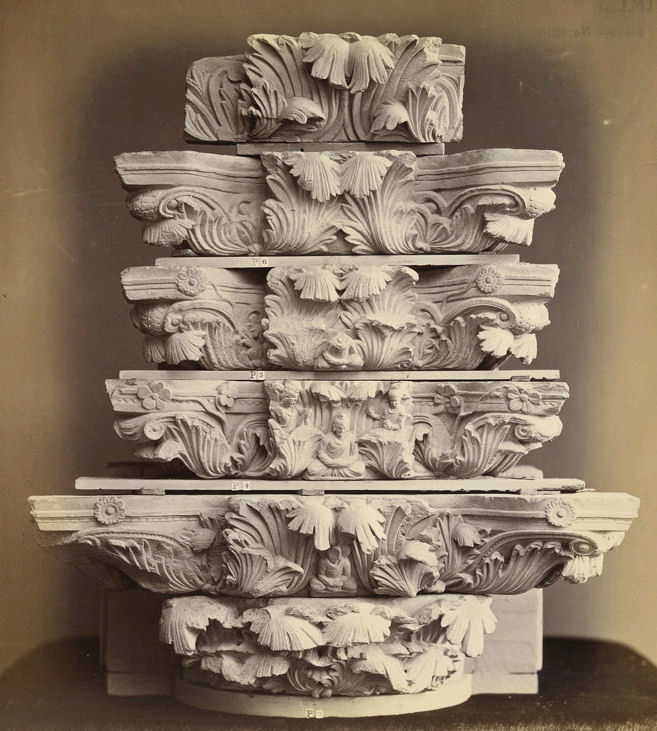
مجموعه ای از سرستون‌های هند و قرنتی از جمال گرهی
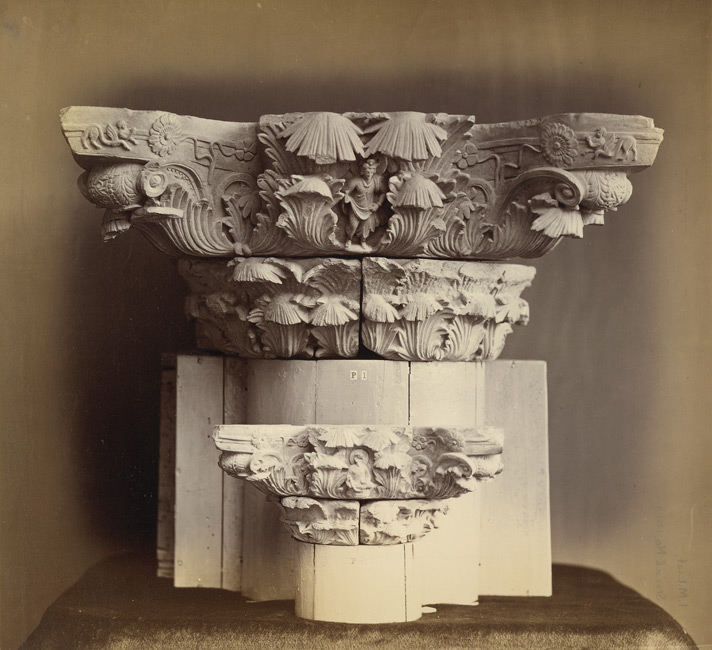
سرستون هند و قرنتی از جمال گرهی